# AV De Gemzen
AV De Gemzen is een atletiekvereniging uit het Nederlandse dorp Heerde.
De vereniging werd op 8 januari 1949 opgericht en is aangesloten bij de Atletiekunie. Gerrit van Leeuwen, een gymnastiekleraar en drijvende kracht achter de sportontwikkeling in de regio, speelde een cruciale rol in de oprichting van de vereniging. 
De Gemzen groeide vanuit een bescheiden begin uit tot een vereniging met ruim 450 leden. De ontwikkeling van sportfaciliteiten in Heerde, zoals de aanleg van een sintelbaan in de jaren ’80 en later een kunststofbaan op sportpark Molenbeek, gaf de vereniging een flinke impuls. Inmiddels heeft De Gemzen een stabiele positie en is uitgegroeid tot een belangrijke pijler voor de atletieksport in de regio Noord-Veluwe.

## Clubtenue
Het clubtenue van De Gemzen heeft door de jaren heen verschillende ontwikkelingen doorgemaakt, maar de clubkleuren blauw en wit zijn altijd herkenbaar gebleven. In de beginjaren bestond het tenue uit een eenvoudig wit hemd en een blauwe broek. Vanaf 1984 werd er uniformiteit ingevoerd met een officieel tenue: een diagonaal wit-blauw shirt voorzien van het clubembleem en een blauwe broek. 
In 2006 werd het tenue gemoderniseerd en aangepast naar een wit shirt met blauwe strepen. De meest recente wijziging volgde in 2020, toen het tenue een blauw shirt met witte opdruk kreeg en de broek veranderde van blauw naar zwart. Dit ontwerp, dat zowel op de voor- als achterkant het clublogo toont, wordt sindsdien gedragen tijdens wedstrijden. Naast het clubtenue dragen de atleten van De Gemzen ook de kenmerkende Gemzen-sokken. Dit idee ontstond op eind 2017, als voorbereiding op de finale van de seniorencompetitie.

## Atletiekbaan
De Gemzen begon als een kleine vereniging zonder eigen accommodatie. De eerste trainingen vonden plaats op het terrein van de familie Voorhorst, die een deel van hun schuur als kleedkamer beschikbaar stelde voor de atleten. Het bosrijke terrein werd gebruikt als trainingslocatie, met een verspringbak in de bosgrond en twee bomen die fungeerden als hoogspringinstallaties, waarbij spijkers om de vijf centimeter werden geslagen om een touw op te hangen.

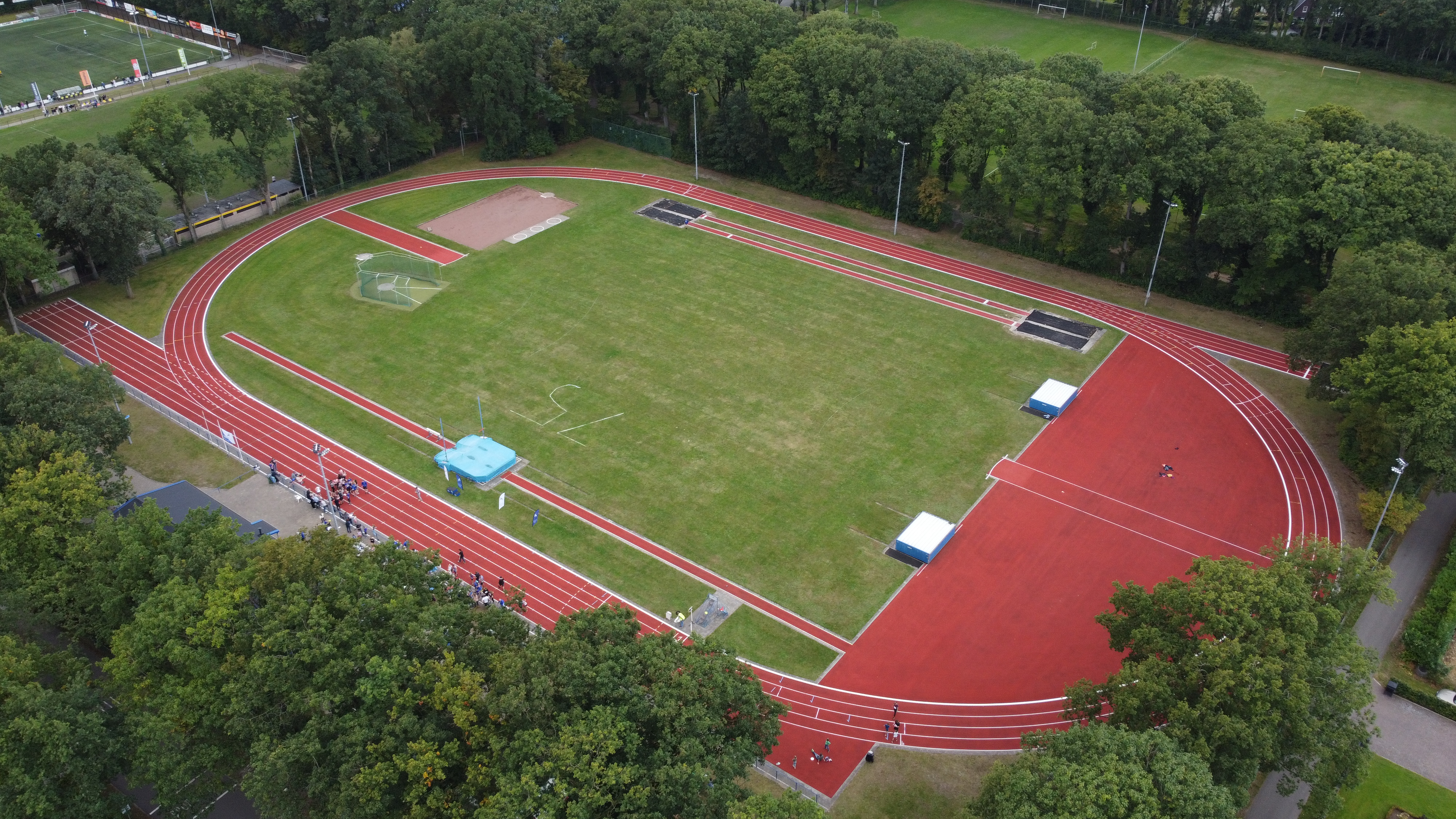
Luchtfoto AV De Gemzen 2023

Na vijf jaar gebruik te hebben gemaakt van de schuur van de familie Voorhorst, groeide bij de leden de wens voor een eigen onderkomen. Er werd een klein schuurtje neergezet als clubhuis, wat een belangrijke stap was in de groei van de vereniging. Het succes van De Gemzen zette door, en in 1962 kreeg de vereniging de beschikking over de Ossenstal, gelegen vlakbij het Heerderstrand, als eigen onderkomen.

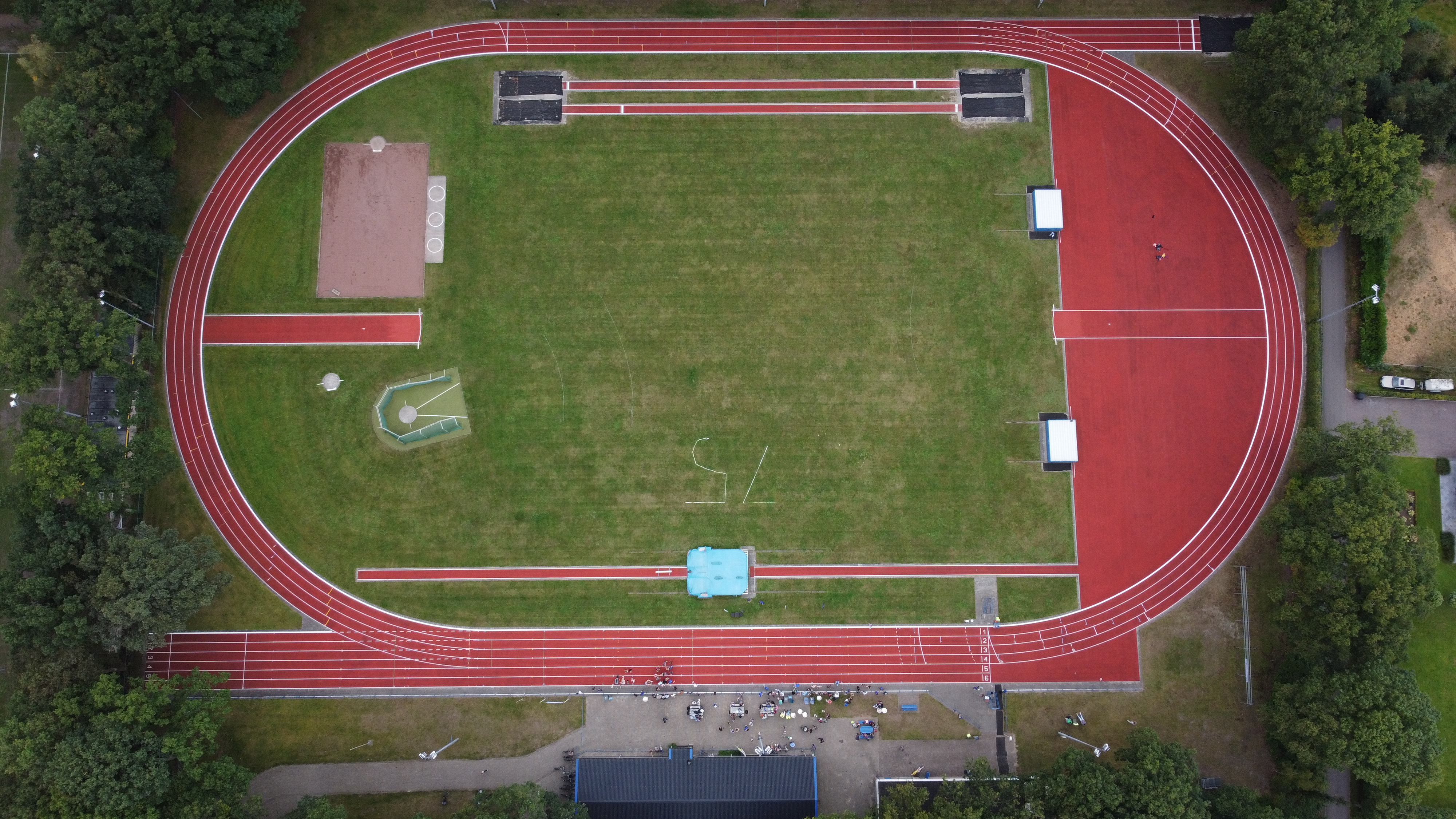
Luchtfoto AV De Gemzen 2023

In 1965 werd het mogelijk om te trainen op Sportpark Molenbeek, een samenwerkingsverband met de voetbalclubs SEH en v.v. Heerde. Hoewel dit een belangrijke stap vooruit was, bleef de wens om een eigen atletiekbaan te hebben bestaan. In 1974 werd een zevende veld aangelegd op Molenbeek, dat aan De Gemzen werd toegewezen. Het veld had een grasbaan van 345 meter. Eind 1978 werd hieraan een clubhuis toegevoegd.
In de jaren '80 werd de atletieksport in Heerde verder ontwikkeld toen de gemeenteraad van Heerde besloot een budget vrij te maken voor de uitbreiding van Sportpark Molenbeek aan de overkant van de Veldweg. Het bestuur van De Gemzen zag hierin een kans en ging in gesprek met de gemeente, wat resulteerde in de aanleg van de eerste sintelbaan van De Gemzen, die in 1986 werd geopend. Tegelijkertijd werd ook een nieuw clubhuis geopend.
In 2005 werd de sintelbaan vervangen door een moderne kunststof atletiekbaan, die op 27 augustus 2005 officieel werd geopend door Erica Terpstra. Twee jaar later werd begonnen met de volledige nieuwbouw van het clubhuis, dat de vereniging vandaag de dag nog gebruikt. Na verloop van tijd raakte de kunststofbaan versleten, en in 2016 werd een grondige renovatie uitgevoerd. Hierbij werd de baan voorzien van een geheel nieuwe toplaag. Zo blijft De Gemzen continu investeren in haar faciliteiten om de trainingsomstandigheden te verbeteren en met de tijd mee te gaan.

## Heren Competitieteam
De competitie is de ultieme krachtmeting waarbij de beste atleten van de verenigingen zich verzamelen in teamverband. Het is dan ook niet verwonderlijk dat de competitie al jaren hét paradepaardje is van De Gemzen. Het heren competitie team van De Gemzen is een geduchte tegenstander voor atletiekverenigingen in de omgeving. 
| Jaar | Divisie | Stand in divisie | Punten totaal | Wedstrijd 1 | Wedstrijd 2 | Wedstrijd 3 | Promotie/Degradatie |
| ---- | ------- | ---------------- | ------------- | ----------- | ----------- | ----------- | ------------------- |
| 2024 | 2       | 28e              | 21.638        | 7.109       | 7.633       | 6.896       | n.v.t.              |
| 2023 | 3       | 7e               | 20.786        | 7.461       | 5.699       | 7.626       | 3e met 7880pnt.     |
| 2022 | 3       | 18e              | 19.040        | 6.530       | 6.244       | 6.266       | n.v.t.              |
| 2021 | 3       | 25e              | 5.427         | 5.427       | -           | -           | n.v.t.              |
| 2020 | -       | -                | -             | -           | -           | -           | -                   |
| 2019 | 3       | 29e              | 17.371        | 5.888       | 5.836       | 5.647       | n.v.t.              |
| 2018 | 2       | 34e              | 20.885        | 7.508       | 6.536       | 6.841       | 8e met 6.426pnt.    |
| 2017 | 3       | 7e               | 21.314        | 7.073       | 7.174       | 7.067       | 5e met 6.895pnt.    |

* Wegens de coronapandemie vonden er geen competitiewedstrijden plaats in 2020 en 2021.